# Caecilia Attica
Caecilia Attica war die Tochter des römischen Ritters Titus Pomponius Atticus. Ihr Name erklärt sich dadurch, dass ihr Vater von seinem Onkel Quintus Caecilius adoptiert wurde. Sie kam durch ihre Tochter Vipsania Agrippina aus der Ehe mit Marcus Vipsanius Agrippa in familiären Kontakt zur Julisch-Claudischen Dynastie.

## Leben
Caecilia wurde im Jahr 51 v. Chr. oder wenige Jahre zuvor als Tochter des römischen Ritters Titus Pomponius Atticus und dessen Ehefrau Pilia geboren. Sie war das einzige Kind ihres einflussreichen und außerordentlich reichen Vaters.
Sie wurde vermutlich 37 v. Chr. mit Marcus Vipsanius Agrippa, dem engen Mitarbeiter des Kaisers Augustus, verheiratet. Dem Ehepaar wurde um 33 v. Chr. die Tochter Vipsania Agrippina geboren, die mit Tiberius, dem Stiefsohn des Kaisers Augustus verheiratet wurde.
Über Caecilias Tod liegt kein Zeugnis vor. Sie starb wahrscheinlich vor 28 v. Chr., denn in diesem Jahr heiratete Agrippa Claudia Marcella.

## Überlieferung
Zuerst wird Attica in den Briefen des Marcus Tullius Cicero an seinen Freund Atticus erwähnt. Von 51 v. Chr. bis November 44 v. Chr. erkundigt er sich immer wieder nach ihr und lässt sie grüßen. Auffällig ist der scherzhafte, zärtliche Ton:

„Was weiß man von Caesar? Aber wozu diese Fragen, die mir gar nicht so wichtig sind! Wie es unserer Attica geht, möchte ich wissen.“

Immer wieder ist aber auch sorgenvoll von einer fiebrigen Erkrankung des Mädchens die Rede.
Cornelius Nepos berichtet in der Atticus-Biographie von der großen Ehre, die Atticus widerfahren ist: Marcus Vipsanius Agrippa hat die Tochter des Atticus zur Gattin gewählt; der Triumvir Marcus Antonius hatte diese Eheverbindung vermittelt. Die Tochter aus dieser Ehe wurde mit Tiberius, dem Stiefsohn des Kaisers, verlobt. Sie ist unter dem Namen Vipsania Agrippina bekannt.
Auch Sueton überliefert in der Tiberius-Biographie, dass Tiberius „Agrippina, eine Tochter des Marcus Agrippa und Enkelin des römischen Ritters Caecilius Atticus, an den Ciceros bekannte Briefe gerichtet sind“, heiratete. Sueton berichtet in seinem Werk Über Grammatiker und Rhetoren, dass der Grammatiker Quintus Caecilius Epirota, ein Freigelassener des Atticus, der die Tochter seines Patrons nach deren Verheiratung mit Agrippa unterrichtet habe, verdächtigt wurde, ihr zu nahe getreten zu sein und entlassen wurde. Attica wird hier nicht direkt namentlich erwähnt und auch im Folgenden nicht mehr. 28 v. Chr. heiratete Agrippa Claudia Marcella. Ob Attica bereits gestorben war oder ob eine Scheidung stattgefunden hatte, ist nicht überliefert.